# بخش مرکزی شهرستان جازموریان
بخش مرکزی، یکی از بخش‌های شهرستان جازموریان در استان کرمان ایران است. مرکز این بخش، شهر زهکلوت است.

## تقسیمات کشوری
- بخش مرکزی شهرستان جازموریان
  - دهستان جازموریان
  - دهستان بوئینگ

شهر: زهکلوت

## جمعیت
بر پایه سرشماری عمومی نفوس و مسکن در سال ۱۳۹۵، جمعیت بخش مرکزی شهرستان جازموریان برابر با ۲۸٬۷۴۴ نفر بوده است.